# 胡志明市都市鐵路
胡志明市都市鐵路（越南语：／）是越南最大城市胡志明市的城市軌道交通系統，首條路線（1號線）於2012年動工，2024年12月22日通車，另有7條路線規劃中。胡志明市當局在2001年提出興建都市鐵路，連接胡志明市與周邊省份，以免像曼谷等亞洲城市一樣，出現嚴重的交通擠塞問題。

## 路線
胡志明市人民委員會已成立都市鐵路管理局（越南语：／），負責都市鐵路的建設工程，並成立1號都市鐵路獨資責任有限公司，負責未來1號線的運作。根據越南政府在2013年批准修改的《至2020年（展望2020年之後）胡志明市交通運輸發展規劃》，胡志明市計劃興建11條軌道交通線路（包括8條都市鐵路線、1條有軌電車線路和兩條單軌鐵路）。
| 路線名 | 路線名 | 通車日期                               | 走向                                                                                                | 長度 （公里） | 車站數 | 狀態           | 车辆段／停車場 |
| ------ | ------ | -------------------------------------- | --------------------------------------------------------------------------------------------------- | ------------- | ------ | -------------- | -------------- |
|        | 1號線  | 2024年12月22日                         | 濱城－仙泉客運站                                                                                    | 19.7          | 14     | 營運中         | 隆平           |
|        | 2號線  |                                        | 參良－長征路－八月革命路－范鴻泰路－黎來路－濱城                                                    | 11.2          | 11     | 興建中         | 參良           |
|        | 2號線  | 安昌客運站－參良                       | 9.1                                                                                                 | 9             | 招商中 |                | 參良           |
|        | 2號線  | 濱城－首添                             | 9.1                                                                                                 | 9             | 招商中 |                | 參良           |
|        | 2號線  | 糾支縣西北都市區－國道22號－安昌客運站 | 28                                                                                                  | 22            | 招商中 |                | 參良           |
|        | 3A號線 |                                        | 濱城－范五老路－共和六岔路口－雄王路－鴻龐路－涇陽王路－新堅                                        | 19.8          | 17     | 改版規劃待審批 | 新堅           |
|        | 3B號線 |                                        | 共和六岔路口－義靜蘇維埃路－國道13號－協平福                                                        | 12.2          | 10     | 招商中         | 協平福         |
|        | 4號線  |                                        | 盛春－何輝甲路－阮鶯路－阮儉路－潘廷逢路－徵氏夫人路－ 濱城－阮太學路－宗亶路－阮友壽路－協福都市區 | 35.75         | 32     | 前期研究中     | 盛春 茹𦨭      |
|        | 4A號線 |                                        | 嘉定公園－阮泰山路－紅河路－新山一國際機場－長山路－ 黃文樹公園－百多祿陵                           | 3.2           | 3      | 前期研究中     | 盛春 茹𦨭      |
|        | 5號線  |                                        | 新芹湥客運站－國道50號－從善王路－扶董天王路－ 李常傑路－潘登流路－白藤路－奠邊府路－西貢大橋       | 23.39         | 22     | 可行性研究中   | 多福           |
|        | 6號線  |                                        | 巴拐－嫗姬路－壘半壁路－新和東－富林迴旋處                                                          | 6.8           | 7      | 招商中         | 暂时不明       |

### 1號線

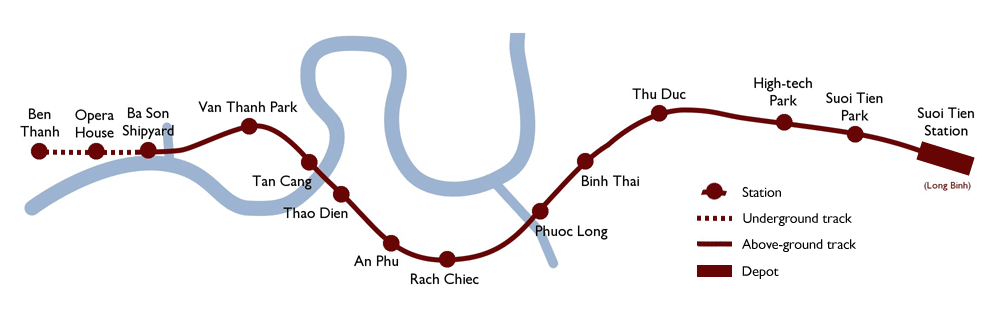
1號線路線及站點示意圖

1號線全長19.7公里，其中地下段長2.6公里，設站3座，起於濱城市場，止於巴遜Vinhomes Golden River都市區；高架段長17.1公里，設站11座，起自巴遜Vinhomes Golden River都市區，穿越西貢河，之後經守德市、仙泉公園抵達位於平陽省以安市的新東部客運站。車廠位於守德市隆平坊。
本項目首見於日本國際協力機構於2004年發表的《越南胡志明市都市交通規劃調查》，按照原計劃，本線與規劃中的3A線屬同一線路。2007年1月，越南政府批覆《胡志明市至2020年（展望2020年之後）交通運輸發展規劃》，批准胡志明市興建1號線。1號線車廠於2008年動工，主體工程原訂於2009年初動工，至2014年通車，但因為物價上漲和設計變更引致總成本增加，這條地鐵線直到2012年8月28日才正式動工。工程由國際協力機構援建，然而施工進度受越方建設地鐵的經驗不足、徵地賠償延誤、融資困難、施工品質問題和2019冠狀病毒病疫情等因素影響；截至2023年11月，項目總成本為437兆越南盾，結果本工程歷時12年建設，比原定計劃延誤了6年。本線於2024年12月22日投入運作。
據規劃師預計，1號線通車後，初期日載客量可超過16萬人次，之後將增加到2030年的63.5萬人次，以及2040年的80萬人次。沿線各站將設有自動售票機、洗手間、月台幕門、以及為殘疾人士、視障人士而設的設施。

### 2號線

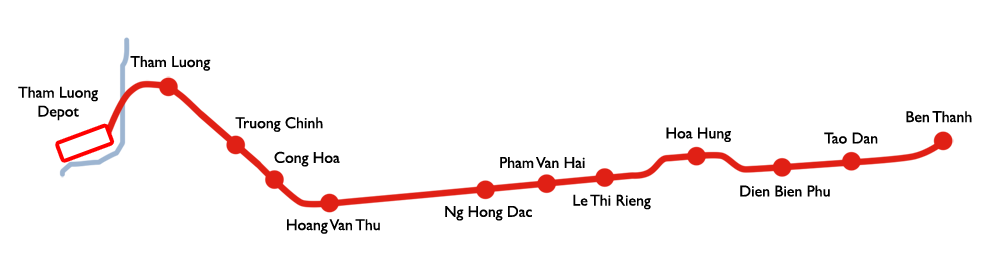
2號線第一期路線及站點示意圖

2號線分三階段興建。首階段連接濱城站和第十二郡參良，沿八月革命路、長征路興建，全長11.2公里（地下段9.2公里，高架段、地面過渡段及車廠聯絡線2公里），設站11座（新建地下站9座，高架站1座）。項目預計耗資478.91億盾，由德国复兴信贷银行、亞洲開發銀行和歐洲投資銀行援建。次階段分為三部份，第一部分連接濱城站和首添新都市區，下穿西貢河，第二部分連接參良和安昌客運站，全長9.4公里。第三階段連接第十二郡、旭門縣和糾支縣，起自安昌客運站，止於糾支立交，沿國道22號興建，長度近29公里。車廠位於第十二郡參良。
本項目首見於《越南胡志明市都市交通規劃調查》，按照原計劃，本線將分為兩部分，首添至旭門段為地鐵，長16公里，旭門至糾支段為巴士快速交通系統，長17公里。2007年1月，越南政府批覆《胡志明市至2020年（展望2020年之後）交通運輸發展規劃》，批准胡志明市興建2號線，MVA亞洲有限公司則在2008年11月提出耗資12.5億美元，先興建2號線的濱城－參良段（長11.2公里），預計於2015年通車。2號線建設工程於2010年8月啟動，CP1標段（車務控制中心）已於2018年完工。由於徵地程序多次延誤，2號線第一階段從未進入實質建設階段；胡志明市人委會預計徵地程序可在2023年完成。2號線於2023年6月開展管線遷改的前期工作，預計主體工程將在2025年展開，至2030年完成。

### 3號線
3號線將跨越濱城市場及胡志明市西部的平新郡，途經第五郡和第六郡地區一帶，即是華人的聚居地堤岸。雖然市人民委員會已接近完成與法國政府磋商有關對3號線撥款支援一事，但相對1號線和2號線，3號線的已知資料較少。一份發布於2006年的文件提出了一條將3號線延伸至守德郡的支線，但官方還未證實這條支線會否興建。

### 4號線
一家西班牙諮詢公司在2009年10月獲得了一份提供4號線可行性研究的合同。這條地鐵線全長16公里，終點站分別設於新平郡新山一國際機場的附近和平盛郡的文聖公園。

### 5-6號線
2009年4月，西班牙的一個建築顧問公司簽署了一項為胡志明市地鐵提供5號線（從第二郡首添至第八郡芹育，全長20公里）和6號線（從新平郡婆䠏至第六郡富林，全長6公里）的可行性研究。這項研究會在12個月內完成。
在2010年9月，西班牙建築商GEV與胡志明市的城市鐵路管理機構簽訂一份協議，興建5號線第1期，連接西貢大橋和新平郡，原計劃於2011年4月動工。
2013年9月，亞洲開發銀行、歐洲投資銀行和西班牙政府締結協議，為5號線的營建提供8.5億歐元資金，若有其他款項，則由越南政府出資。營建專案經修訂後，5號線擬於2015年動工。

### 其他路線
中國上海外經（集團）有限公司對一條連接舊邑郡阮鶯路和第四郡的地鐵線進行初步可行性研究報告。一份在2006年發表的報告表示當局或者曾經考慮興建一條連接新山一國際機場的地鐵支線和連接茹𦨭縣的南向延伸線。

## 2001年的舊計劃
根據2001年2月的舊總體規劃，胡志明市地鐵系統將包含以下的路線，其中許多內容都被2007年的現計劃修改或取代。舊計劃原來估計在10年內耗資15億美元，作為一個耗資335億美元，用以連接胡志明市與周邊省份的鐵路系統的一部分。
| 描述                                                 | 长度（公里） | 车站 |
| ---------------------------------------------------- | ------------ | ---- |
| 西北－西南线（包含由滨城市场至新山一国际机场的路段） | 46.86        | 44   |
| 内环线（包含由滨城市场至堤岸新街市的路段）           | 43.14        | 45   |
| 第十郡和興－河內公路－第二郡首添                     | 21           | 18   |
| 滨城市场－第二郡－第九郡－守德郡                     | 27.5         | 18   |
| 第十郡和興－守德郡－邊和                             | 46           | 42   |

### 優先興建的路線
2001年規劃建議優先興建的地鐵線共有3條，其中一條為高架線，另外兩條設有地下路段。
1. 一條長7.5公里的南北線，路段分別設於地下及地上，由滨城市场經第十郡和興至新山一国际机场，未來可先向北延伸至光中軟件園區，再向西南和西北延伸，形成47公里長的路線。
2. 一條長7公里的東西線，全部路段設於地下，連接滨城市场和堤岸新街市，類似現計劃的3號線。未來將延伸到新山一国际机场，成環營運。
3. 一條長11公里的西南－東北線，全部路段設於地上，連接第十郡的和興和守德郡的平兆（今屬守德市），接續現有的鐵路線。未來可接續新建的高架雙線快速鐵路，連接同奈省邊和市。

### 其他路線
2001年規劃又提議興建一條全長27.5公里，連接滨城市场和守德郡，與後來興建的1號線大同小異的地鐵線，以及一條全長16公里，連接第十郡的和興和平政縣的地鐵線。這項規劃還建議政府興建數條城際鐵路，包括連接第九郡至西寧省盞盤縣（2020年改制為市社）的鐵路線、由盞盤縣經平政縣到前江省的鐵路線、由首添經第九郡和同奈省隆城縣至巴地頭頓省頭頓市的鐵路線，以及由第二郡首添經第九郡到頭頓市的鐵路線。

### 技術規格
根據2001年的舊計劃，胡志明市都市鐵路的車站平台長度為125米，平均站間距離為700-1300米；列車寬3米，最快速度為每小時80公里，每2-4分鐘一班；而軌道標準為1435毫米（標準軌）。

## 2007年的路網規劃
由胡志明市人民委員會制定的《2020年（展望2020年後）胡志明市交通運輸發展規劃》文件中，曾提及城市鐵路系統的建設。當年擬建的地鐵線路共有6條；此外，當局也打算興建輕軌和單軌鐵路。該文件已於2007年1月22日獲越南政府總理阮晉勇批覆。下面是當年的胡志明市城市鐵路系統路網規劃：
| 路線名稱                               | 线路 |
| -------------------------------------- | --- |
| 地鐵線路                               | |
| 1号线                                  | 濱城－仙泉 |
| 2号线                                  | 西寧汽車站－長征－參良－八月革命－濱城－首添                                                                  |
| 3号线                                  | 國道13號－東部汽車站－義靖蘇維埃－阮氏明開－陳富－雄王－鴻龐－計鵝                                            |
| 4号线                                  | 濱吉橋－統一路－3月26日路－阮鶯－阮儉－富潤郡潘廷逢－ 二征夫人－濱城－第一郡阮太學－慶會－黎文良－阮文靈      |
| 5号线                                  | 新芹湥汽車站－國道50號－從善王－第十郡、第十一郡、新平郡李常傑－ 黃文樹－潘登流－平盛郡白藤－奠邊府－西貢大橋 |
| 6号线                                  | 婆䠏－嫗姬－半壁壘－新化－富林迴旋處                                                                          |
| 輕軌線路                               | |
| 西寧省展鵬－新世協                     | |
| 首添－同奈省仁澤縣－同奈省隆城國際機場 | |
| 單軌鐵路線                             | |
| 1号线                                  | 西貢－堤岸－西方汽車站                                                                                        |
| 2号线                                  | 第八郡阮文靈大道和國道50號的交界處－第二郡                                                                    |
| 3号线                                  | 舊邑六岔路－光中軟件園－新世協站                                                                              |

## 票務
胡志明市都市鐵路的自動票務系統由日立製作所提供，由售票機、增值機、閘機、智能卡等部分組成。除了現金支付，乘客尚可使用扣帳卡、信用卡、電子錢包和手機應用程式的QR碼支付功能支付車費。長者、殘疾人士等優先對象亦可使用公民身份證乘車。
根據胡志明市人委會決議頒佈的票價方案，胡志明市都市鐵路按距離收費，起步價7,000盾（已包括出行保險，由市人委會補貼），最高增至20,000盾，使用非現金支付方式的乘客可節省1,000盾。革命有功者、60歲或以上的長者、小於6歲且有家長陪同的兒童屬於優先對象，可免費乘車。日票收費40,000盾，三日票收費90,000盾，月票收費300,000盾，中小學學生、大專學生購買月票可享有半價優惠。1號線及17條接駁巴士線通車後首30天免費，之後才正式採用上述的票價方案。

## 外部連結
- 胡志明市都市鐵路管理局 （页面存档备份，存于）